# 아부 함자 알마스리

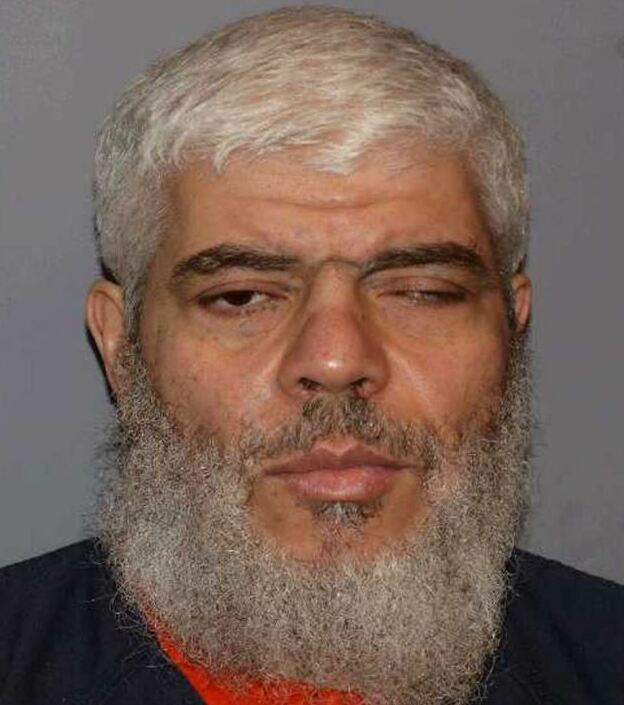

아부 함자 알마스리(아랍어: مصطفى كامل مصطفى, 영어: Abu Hamza al-Masri) 또는 무스타파 카멜 무스타파(아랍어: مصطفى كامل مصطفى, 영어: Mustafa Kamel Mustafa, 1958년 4월 11일 ~ )는 이집트 출신의 이슬람 급진주의자이다.
알렉산드리아에서 태어나 1979년 영국으로 이주하였으며, 브라이턴 대학교에서 토목공학을 전공한 뒤 1981년 영국 여성과의 결혼으로 영국 국적을 취득하였다.
1990년대 영국 런던 북부의 핀스버리파크 이슬람사원에서 근본주의를 강조하는 성직자로 활동하였다. 2004년 증오범죄를 교사한 혐의로 체포돼 2006년 재판에서 7년형을 선고받고 복역했다. 무장조직에 위성전화를 제공함과 조언을 통해 1998년 예멘에서 발생한 외국인 관광객 16명의 납치(4명 살해)사건을 지원한 혐의, 1999~2000년 미국 오리건 주에 테러 훈련소를 개설해 알카에다 조직원을 지원, 아프가니스탄에서 자금을 보내거나 대원을 선발하는 방식으로 알 카에다와 탈레반을 지원한 사실이 확인되었다. 2012년 영국 대법원에 의해 미국 송환 판결이 내려졌으며, 2015년 1월 9일 뉴욕 지방법원은 종신형을 선고하였다.
1990년대 초 발생한 보스니아 전쟁에 참전한 경력이 있으며, 왼쪽눈과 양 손이 없는데 아부 함자 알마스리 본인의 주장에 의하면 아프가니스탄에서 소련군과 싸우다 부상을 입고 그렇게 되었다고 한다.

## 같이 보기
- 이슬람 근본주의
- 오사마 빈 라덴
- 사담 후세인
- 탈레반
- 무바라크
- 모하메드 시드 알 사하프